# روابط عراق و عربستان سعودی

موقعیت عراق و عربستان سعودی در جهان

روابط عراق و عربستان سعودی به مجموعه روابط دیپلماتیکی گفته می‌شود که از زمان استقلال جمهوری عراق و عربستان سعودی در دهه ۱۹۳۰ میلادی، بین آنها شکل گرفته و غالباً نیز خصومت‌آمیز و تیره بوده‌است.

## دهه ۱۹۳۰ تا ۱۹۷۰
اختلاف‌نظرهای ایدئولوژیک میان حاکمان عراق و عربستان و دخالت‌های سیاسی و نظامی پراکنده هرکدام از کشورها در امورات داخلی یکدیگر، روابط این دو کشور را تا سال ۱۹۷۴ (میلادی)، تیره و متشنج ساخته بود. در این سال، عراق در سیاست خارجی خود، تعدیل در پیش گرفت و فاصله دیدگاهی دو کشور، کمتر شد.

## دهه ۱۹۸۰
با پیروزی انقلاب ۱۳۵۷ و هراسی که کشورهای عرب خاورمیانه از صدور انقلاب ایران به کشورهایشان، در نزد حاکمان آنها پدید آمد، دو کشور تصمیم به برقراری روابط نزدیک‌تری گرفتند. با آغاز حمله نظامی عراق به ایران، عربستان سعودی، اعلام بی‌طرفی کرد ولی در طول مدت جنگ، از اعطای کمک‌های غیرنظامی به عراق، دریغ نداشت. پس از قبول آتش‌بس میان ایران و عراق، صدام حسین که از نتیجه جنگ، ناراضی بود، تصمیم به تسخیر کویت گرفت.

## دهه ۱۹۹۰
با آغاز جنگ خلیج فارس، عربستانی‌ها که امنیت خود را نیز در معرض خطر می‌دیدند، سفارت خود در عراق را تعطیل کردند و از آمریکا درخواست کردند که به منظور مقابله با عراقی‌ها، وارد عمل شوند. ارتش عربستان سعودی نیز در کنار نیروهای آمریکایی، در خلال ماه‌های ژانویه و فوریه ۱۹۹۱ (میلادی) به نبرد با ارتش عراق پرداختند. پس از شکست عراق در این جنگ، عربستان سعودی برخلاف رویه گذشته، عراق را یک خطر بالقوه برای امنیت خود تلقی می‌کرد و فعالیت‌های نظامی عراق را زیر نظر گرفت.

## دهه ۲۰۰۰ تا ظهور داعش
با حمله نهایی آمریکا به حکومت صدام حسین و سقوط آن، روابط دوجانبه بهبود قابل توجهی نیافت و اختلافات مذهبی و سیاست‌های نفتی عراق، موجب منازعات سیاسی بین طرفین شد. با اینحال، طرفین مایل به برقراری روابط سیاسی بودند و از اینرو، عراق در سال ۲۰۰۹ (میلادی) و عربستان نیز در سال ۲۰۱۲ (میلادی)، اقدام به بازگشایی سفارتخانه‌های خود در پایتخت‌های یکدیگر نمودند و سعی در جهت بهبود روابط نمودند.

## دهه ۲۰۱۰
روز پنجشنبه ۴ آوریل ۲۰۱۹ کنسولگری عربستان سعودی به نشان بهبود روابط با عراق بعد از ۳۰ سال در منطقه سبز بغداد بازگشایی شد.